# Onthophagus shizumui
Onthophagus shizumui es una especie de insecto del género Onthophagus, familia Scarabaeidae, orden Coleoptera.

Fue descrita científicamente por Ochi & Araya en 1992.